# Доходный дом М. М. Кудрявцева
Доходный дом М. М. Кудрявцева (известен также как «Дом с подсолнухами») — историческое здание в Санкт-Петербурге. Расположено по адресу 15-я линия Васильевского острова, дом 70. Построено архитектором М. Ф. Еремеевым в начале XX века.
Является выявленным памятником архитектуры.

## История и архитектура
На участке № 70 в середине XIX века находились несколько деревянных и каменных флигелей, которые вместе с деревянным особняком были снесены в начале XX века. На их месте в 1910—1911 годах по проекту архитектора Михаила Федоровича Еремеева был построен 6-этажный доходный дом в стиле модерн.
Центральная часть симметричного главного фасада увенчана треугольным фронтоном. Овальное окно первоначально украшала лепнина с головой Нептуна, утраченная в конце 1940-х годов. В украшении фасадов использованы майоликовые панно из мастерской П. К. Ваулина с изображением подсолнухов и маков. Боковые крылья имеют трёхгранные эркеры с балконами. Нижний этаж дома облицован гранитной щепой. Остальные этажи облицованы светлым кирпичом-кабанчиком, который перемежается отделочной плиткой изумрудного, пурпурного, коричневого и бирюзового цветов.
Парадная и дворовые лестницы по большей части сохранили историческую отделку — метлахская плитка лестничных площадок и вестибюля, ступени лещадной плиты, металлическое ограждение маршей. Также они украшены рельефами с цветами и монограммой домовладельца — почётного гражданина М. М. Кудрявцева. Первые два этажа в первом дворе облицованы плиткой, а окна украшены замковыми камнями. Второй двор без украшений.
В 1917 году в этом доме жила революционерка В. К. Слуцкая, в то время секретарь Василеостровского райкома РСДРП(б).
В 2001 году дом включён КГИОПом в «Список вновь выявленных объектов, представляющих историческую, научную, художественную или иную культурную ценность». В мае 2023 года получил статус объекта культурного наследия регионального значения.